# Liste des aéroports à Taïwan
Ceci est une liste des aéroports à Taïwan, officiellement la République de Chine, regroupés par type et classés par emplacement.

## Carte
| \| 20 km1:1 721 000 \| Taipei-Taoyuan Taipei Songshan Kaohsiung Taichung Tainan Hualien Chiayi Lutao Hengchun Kinmen Magong Beigan Nangan Lanyu · île des Orchidées Pingtung Tchimeï Taitung Wangan |
| 20 km1:1 721 000 |

## Aéroports
L'aéroport au nom indiqué en caractères gras indique qu'il dispose d'un service régulier avec des compagnies aériennes commerciales.
| Villes de Taïwan                              | OACI                             | AITA                             | Nom de l'aéroport                | Nom de l'aéroport en chinois     | Coordonnées                                                                                |
| Aéroports internationaux majeurs              | Aéroports internationaux majeurs | Aéroports internationaux majeurs | Aéroports internationaux majeurs | Aéroports internationaux majeurs | Aéroports internationaux majeurs                                                           |
| --------------------------------------------- | -------------------------------- | -------------------------------- | -------------------------------- | -------------------------------- | ------------------------------------------------------------------------------------------ |
| Taoyuan                                       | RCTP                             | TPE                              | Taïwan-Taoyuan                   | 臺灣桃園國際機場 桃園機場        | 25° 04′ 35″ N, 121° 13′ 26″ E                                                              |
| Taipei                                        | RCSS                             | TSA                              | Taïpei-Songshan                  | 臺北松山機場                     | 25° 04′ 10″ N, 121° 33′ 06″ E                                                              |
| Kaohsiung                                     | RCKH                             | KHH                              | Kaohsiung                        | 高雄國際航空站                   | 22° 34′ 37″ N, 120° 21′ 00″ E                                                              |
| Taïchung                                      | RCMQ                             | RMQ                              | Taichung                         | 臺中清泉崗機場                   | 24° 15′ 52,8″ N, 120° 37′ 14,09″ E                                                         |
| Aéroports internationaux de taille inférieure |                                  |                                  |                                  |                                  |                                                                                            |
| Taïnan                                        | RCNN                             | TNN                              | Tainan                           | 臺南航空站                       | 22° 57′ 01″ N, 120° 12′ 20″ E                                                              |
| Hualien                                       | RCYU                             | HUN                              | Hualien                          | 花蓮機場                         | 24° 01′ 23″ N, 121° 37′ 04″ E                                                              |
| Aéroports domestiques                         |                                  |                                  |                                  |                                  |                                                                                            |
| Chiayi                                        | RCKU                             | CYI                              | Chiayi                           |                                  | 23° 27′ 42″ N, 120° 23′ 34″ E                                                              |
| Île Verte                                     | RCGI                             | GNI                              | Green Island                     |                                  | 22° 40′ 25″ N, 121° 27′ 59″ E                                                              |
| Hengchun                                      | RCKW                             | HCN                              | Hengchun (en)                    |                                  | 22° 02′ 17″ N, 120° 43′ 49″ E                                                              |
| Kinmen                                        | RCBS                             | KNH                              | Kinmen                           |                                  | 24° 25′ 40″ N, 118° 21′ 33″ E                                                              |
| Magong                                        | RCQC                             | MZG                              | Magong                           |                                  | 23° 34′ 00″ N, 119° 37′ 48″ E                                                              |
| Beigan                                        | RCMT                             | MFK                              | Matsu Beigan                     |                                  | 26° 13′ 26″ N, 120° 00′ 09″ E                                                              |
| Nangan                                        | RCFG                             | LZN                              | Matsu Nangan                     |                                  | 26° 09′ 35″ N, 119° 57′ 30″ E                                                              |
| Lanyu                                         | RCLY                             | KYD                              | Lanyu-île des Orchidées          |                                  | 22° 01′ 46″ N, 121° 31′ 38″ E                                                              |
| Pingtung                                      | RCSQ                             | PIF                              | Pingtung (en)                    |                                  | 22° 41′ 43″ N, 120° 28′ 40″ E (base civile) 22° 40′ 20″ N, 120° 27′ 42″ E (base militaire) |
| Qimei                                         | RCCM                             | CMJ                              | Tchimeï                          |                                  | 23° 12′ 47″ N, 119° 25′ 03″ E                                                              |
| Taïtung                                       | RCFN                             | TTT                              | Taïtung                          |                                  | 22° 45′ 17″ N, 121° 06′ 06″ E                                                              |
| Wang'an                                       | RCWA                             | WOT                              | Wang-an (en)                     |                                  | 23° 22′ 00″ N, 119° 30′ 06″ E                                                              |
| Bases aériennes militaires                    |                                  |                                  |                                  |                                  |                                                                                            |
| Hsinchu                                       | RCPO                             | HSZ                              | Hsinchu Air Base                 |                                  | 24° 49′ 05″ N, 120° 56′ 21″ E                                                              |
| Kangshan                                      | RCAY                             |                                  | Kangshan Air Base                |                                  | 22° 46′ 57″ N, 120° 15′ 45″ E                                                              |
| Îles Pratas                                   | RCLM                             |                                  | Dongsha Island Airport           |                                  | 20° 42′ N, 116° 43′ E                                                                      |
| Île de Itu Aba                                | RCSP                             |                                  | Taiping Island Airport           |                                  | 10° 22′ 38″ N, 114° 21′ 59″ E                                                              |
| Taoyuan                                       | RCGM                             |                                  | Taoyuan Air Base                 |                                  | 25° 03′ 20″ N, 121° 14′ 33″ E                                                              |